# Galerija Meljski hrib
Galerija Meljski hrib je cestna galerija v Mariboru, ki ščiti regionalno cesto in območja za kolesarje ter pešce pred padajočim kamenjem z nestabilnega pobočja. Galerija je del ceste pod Meljskim hribom, državne regionalne ceste R3-709/8614 Maribor (Meljska cesta)–(Meljski hrib)–Malečnik–Pernica, ki je bila kot občinska cesta in pred modernizacijo leta 2012 zaradi težav s padajočim kamenjem na odseku Melje–Malečnik zaprta približno trideset let.

## Osnovni podatki
210 metrov dolga masivna betonska okvirna konstrukcija se na zunanji strani odpre skozi arkadno steno z okroglimi stebri. Te odprtine osvetljujejo notranjost ter dajejo lahkotnejšo podobo. 

## Cesta pod Meljskim hribom
780 metrov dolg odsek ceste je bistveno skrajšal potovalni čas med Malečnikom in središčem Maribora, odpravil dnevne zastoje pred Malečniškim mostom in razbremenil mariborsko četrt Pobrežje. Poleg ceste je urejena ločena pot za pešce in kolesarje, trikrako križišče pa je nadomestilo krožišče.

## Varstvo narave
Poseg je bil izveden na varovanem območju Natura 2000, ki je posebno varstveno območje Drava (SPA) in posebno ohranitveno območje Drava (SCI) ter razglašeno za ekološko pomembno območje. Meljski hrib je Mestna občina Maribor razglasila za naravni rezervat, Republika Slovenija pa za območje naravne vrednote državnega pomena. Pri delih sta si naročnik in izvajalec prizadevala, da bi bile motnje na varovanem območju čim krajše, tehnične rešitve pa naklonjene tam živečim živalim. V sklopu projekta je bil zgrajen tudi prvi podhod za plazilce, saj je območje nad cesto domovanje vsaj sedmih vrst plazilcev, ki zaradi izginjanja in uničevanja njihovih habitatov spadajo med najbolj ogrožene vrste v Sloveniji in Evropi.